# Mehdi Hosseini
Mehdi Hosseini opr. Seyed Mehdi Hosseini Bami (født 10. juli 1979 i Teheran, Iran) er en iransk komponist og musikolog.
Hosseini studerede komposition på Musikkonservatoriet i Sankt Petersborg og Universitetet for Musik og Udøvende Kunst i Wien hos bla. Farhad Fakhreddini, Nigel Osborne og Sergei Slonimsky. Han har skrevet en symfoni, orkesterværker, kammermusik, koncertmusik, filmmusik og solostykker for mange instrumenter etc. Hosseini hører til nutidens vigtige komponister fra Iran.

## Udvalgte værker
- Symfoni nr. 1 "Monodier" (2005) - for orkester
- Hesar (2013) - for orkester
- Koncert (2008) - for strygekvartet og kammerorkester
- Sârukhâni (2016) for ensemble